# Schizophyllopsis bidens
Schizophyllopsis bidens là một loài rêu trong họ Anastrophyllaceae. Loài này được Váňa & L.Söderstr. mô tả khoa học đầu tiên năm 2013.